# Frederik Sioen

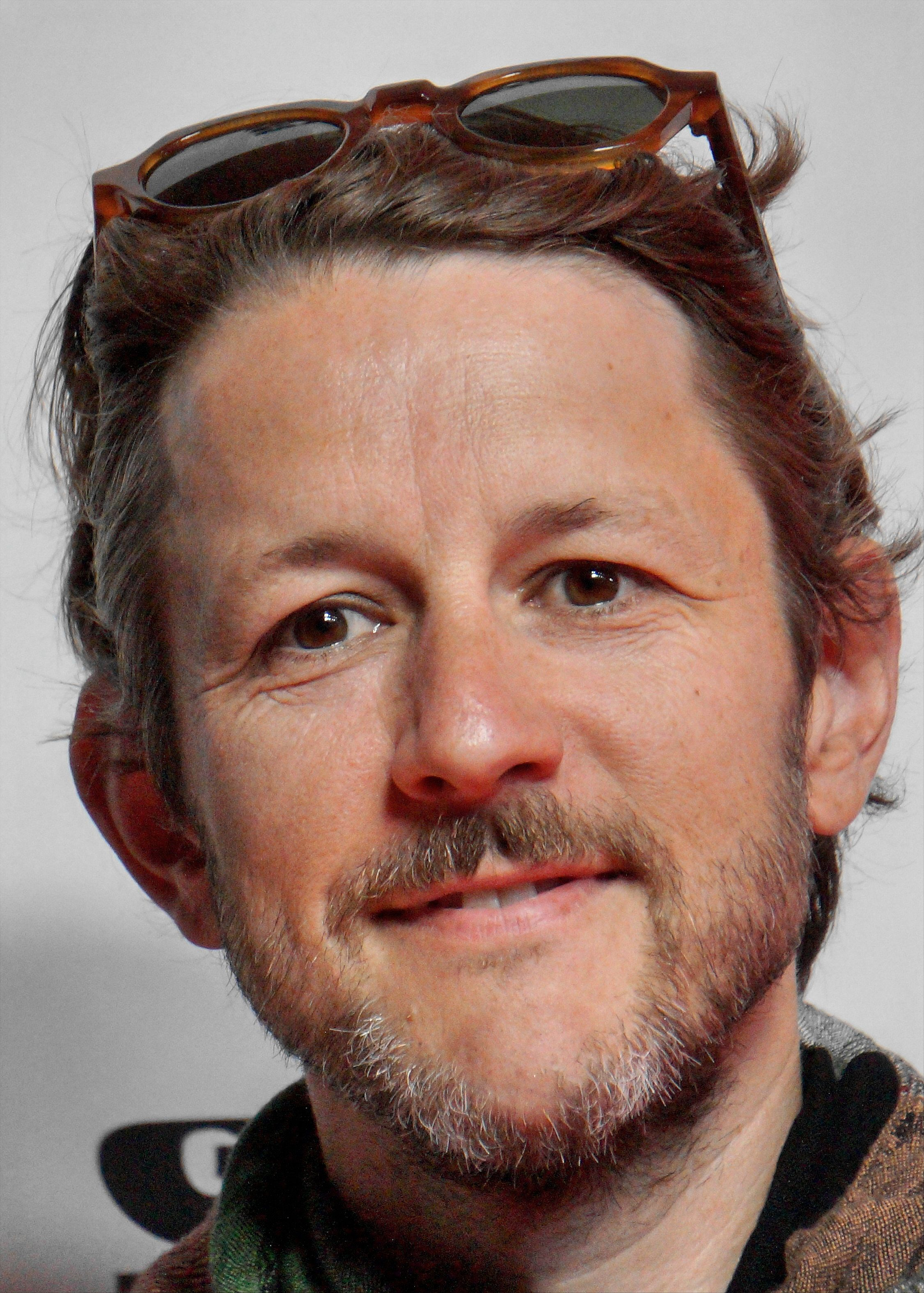
Frederic Sioen (2023)

Frederic Sioen (* 14. Juli 1979 in Gent, Belgien; auch Frederik geschrieben) ist ein flämisch-belgischer Singer-Songwriter, der unter seinem Nachnamen Sioen bekannt ist (dies ist zugleich der Name seiner Band mit dem Violinisten Jeroen Baert, dem Bassisten Matthias Debusschere, dem Drummer Laurens Smagghe und dem Gitarristen David Bratzlavsky).

## Leben
Frederic Sioen wuchs im Herzen der Stadt Gent auf, wo er bis zum sechsten Schuljahr im Sint-Lievenscollege unterrichtet wurde. Danach wechselte er zum Don Boscocollege in Zwijnaarde. Nachdem er sich einem Jugendverein angeschlossen hatte, begann er außerdem, in seiner Freizeit Unterricht an einer Musikschule zu nehmen; zunächst mit der Flöte, später mit dem Piano. Beide Hobbys hat er noch heute. Nach dem Besuch der Mittelschule überlegte Sioen, auf die Musikhochschule zu gehen, entschloss sich dann jedoch, ein eher allgemeines Studium (Betriebsführung-Marketing) zu wählen. Wie er in seiner Autobiografie schreibt, gefiel ihm das Studium „ganz und gar“, er habe aber vorgehabt, „niemals an der zunehmenden und manchmal negativen Kommerzialisierung teilzunehmen“, sondern er scheine „in der Funktion des Singer-Songwriters“ wegen seiner „persönlichen Interessen“ seinen „idealen Job“ zu finden.

## Musikalische Laufbahn

### 2000–2002: Wie es begann
Sioen startete als Solist (Piano/Gesang) mit der Aufnahme eines Demos mit dem Namen S, das er am 30. September 2000 aufnahm und von dem mehr als 2000 Exemplare verkauft wurden. Anschließend trat er bei mehreren Rockwettbewerben auf – unter anderem bei Debuutrock (Gewinner), Oost-Vlaams Rock Concours (Zweiter Platz) und Demopoll Studio Brussel (Gewinner). Sioen lud den Violinisten Renaud Ghilbert (heute bei Absynthe Minded) ein, ihn auf den darauf folgenden Konzerten zu begleiten. In den ersten drei Jahren seiner musikalischen Live-Darbietungen gab Sioen 120 Shows, hauptsächlich in Belgien und in den Niederlanden, aber auch in New York (CBGB’s) und in Toronto (North by Northeast Festival).

### 2003–2004: Debütalbum, erste Hitsingle und internationale Erfolge
- Release des Debütalbums See You Naked am 7. Mai in Belgien, danach in den Niederlanden, in Deutschland, in Österreich, in der Schweiz und in Südkorea
- Zamu Award als bester Newcomer
- Release der Hitsingle Cruisin’ mit einem längeren Konzert in einer fahrenden und mit Fahrgästen besetzten Straßenbahn
- Cruisin’ wurde als Bester Song des Jahres nominiert und erreichte den 3. Platz
- Sioen wurde Breaking New Artist auf MTV Korea
- Cruisin’ erreichte Platz 8 in den südkoreanischen Charts
- Sioen schrieb die Filmmusik für den belgischen Film Team Spirit II, für die er zum Best Composer des Joseph Plateau Awards nominiert wurde
- Release des Soundtracks auf Sioens eigenem Label Keremos Records
- Sioen war Gastsänger der World Soundtrack Awards während des Internationalen Filmfestivals in Gent
- Sioen says Boom! im Ancienne Belgique in Brüssel, ein Gig mit Gastauftritten von Marie Daulne (Zap Mama), Flip Kowlier und Gabriël Rios
- In zwei Jahren trat Sioen bei mehr als 200 Konzerten in Clubs und auf Festivals auf – in Texas (South by Southwest Festival), in Deutschland (Haldern Pop, Popkomm in Berlin), in den Niederlanden (Werfpop, Crossingborder, Eurosonic, Paradiso in Amsterdam) und in Belgien (Rock Werchter, Francofolies in Spa, Dranouter Festival mit Gastauftritt von Toots Thielemans, Lokerse Feesten, Marktrock in Leuven, Gentse Feesten, Dour Festival)

### 2005: Goldene Schallplatte, zweites Album sowie ein Konzertfilm
- Sioen erhielt eine Goldene Schallplatte für See You Naked (mehr als 25.000 Exemplare in Belgien verkauft)
- Release von Ease Your Mind (zweites Album, eine Mischung aus Pop-Rock-Indie, Songwriter und Folk) am 5. März in Gent
- Zum Release von Ease Your Mind gehörte ein aufwändiger, internationaler Event unter dem Namen Ceci n'est pas un film: Die Show in einem Theater in Gent wurde von einem nationalen TV-Sender via Satellit in 22 europäische Kinosäle zu mehreren tausend Fans in Belgien, den Niederlanden, Deutschland (Berlin, München), Frankreich (Paris) und Spanien (Barcelona) live übertragen
- Release von Ceci n'est pas un film als erstem belgischen Konzertfilm (DVD und CD) beim Internationalen Filmfestival in Gent, außerdem in den Niederlanden, in Deutschland, in Österreich und in der Schweiz
- Das Animations-Musikvideo zur Single At A Glance[4] wurde für Refest (ein prestigeträchtiges, internationales Festival digitaler Filme) ausgewählt und als Best Music Video für das Kurzfilmfestival in Leuven nominiert
- Supporting Act für die Band Girls In Hawii in Frankreich
- Sioen hatte einen zweiten Auftritt bei Rock Werchter, begab sich für das zweite Album auf Promotiontour durch Belgien, Deutschland und die Niederlande und spielte in dem Jahr bei über 120 Konzerten.

### 2006: Zweite Goldene Schallplatte, Sprung nach China
- Sioen erhielt eine Goldene Schallplatte für Ease Your Mind
- Release von Ceci n'est pas un film (DVD) in China im Juni 2006
- Ceci n'est pas un film wurde als Best Music DVD bei den Zamu Awards 2006 nominiert
- Supportact für die US-amerikanische Band Live in München und Berlin
- Sioen plays Björk nur mit drei Saxophonen und seiner Stimme im Stuk in Leuven (Belgien)
- Das Video zur Single At A Glance wurde für das internationale One Dot Zero Festival ausgewählt (ein Festival, bei dem die besten neuen digitalen Filme und Animationen präsentiert werden)
- Sioen trat beim Meet in Beijing Festival (China) und beim belgischen Blue Note Festival (hier als Support von Dr. John & Randy Newman) auf.

### 2007: Drittes Album
- Release von A Potion, dem mittlerweile dritten Album

## Veröffentlichte Tonträger
Von Sioen wurden bisher folgende Tonträger veröffentlicht:
| Jahr                    | Titel                  | Release | Label                 |
| ----------------------- | ---------------------- | ------- | --------------------- |
| Alben                   | See You Naked          | 05.2003 | Keremos               |
| Alben                   | Ease Your Mind         | 03.2005 | Keremos               |
| Alben                   | A Potion               | 04.2007 | Universal             |
| Alben                   | Calling Up Soweto      | 04.2009 | Kabron/MMS/Supermusic |
| Filmmusik (Soundtracks) | Team Spirit II'        | 2003    | Sony                  |
| Singles                 | Too Good To Be True    | 2003    |                       |
| Singles                 | Cruisin’               | 2003    |                       |
| Singles                 | Another Ballad         | 2003    |                       |
| Singles                 | Boom!                  | 2003    |                       |
| Singles                 | Ease Your Mind         | 02.2005 |                       |
| Singles                 | At A Glance'           | 2005    |                       |
| Singles                 | No Conspiracy At All   | 2007    | Universal             |
| Singles                 | Ready For Your Love    | 2007    |                       |
| Singles                 | Automatic              | 02.2009 |                       |
| Videoalben              | Ceci N’est Pas Un Film | 2005    |                       |